# Mazarrulleque
Mazarrulleque es una localidad y pedanía del municipio de Almería (Andalucía-España) situada a 18,5 km del núcleo principal. En 2014 contaba con 21 habitantes (INE).

## Toponimia
Según la arabista Elena Pezzi, el topónimo Mazarrulleque deriva del árabe marsā al-'ullayq, que se puede traducir como Puerto de las Correhuelas.

## Historia
Habitado desde 1640 sus habitantes se dedicaban a la agricultura. A comienzos del siglo XX, era el centro económico de la comarca donde vivían más de 100 familias, gracias a sus cultivos sobre enarenados, siendo célebres sus sandías. Debido a estar asentado sobre dunas móviles, las mismas fueron engullendo poco a poco la población, que acabó desapareciendo. Muchos de sus antiguos habitantes se instalaron en Pujaire. En la zona, se achaca la desaparición del antiguo poblado a la apertura del Canal de Suez.

## Geografía
Está situada en la parte oriental del término municipal de Almería, 18,5 km al este de la capital. 

## Economía
Actualmente, la zona está llena de invernaderos, fundamentalmente de habitantes de Cabo de Gata y Pujaire